# Luis Alberto Vera
Luis Alberto Vera Díaz – piłkarz urugwajski, napastnik.
Jako piłkarz klubu Fénix Montevideo wziął udział w turnieju Copa América 1967, gdzie Urugwaj zdobył tytuł mistrza Ameryki Południowej. Vera zagrał we wszystkich pięciu meczach - z Boliwią, Wenezuelą, Chile (w 61 minucie zastąpił go Domingo Pérez), Paragwajem (w przerwie meczu wszedł za Jorge Oyarbide) i Argentyną (w przerwie meczu zastąpił Jorge Oyarbide).
Po mistrzostwach Ameryki Południowej Vera przeniósł się do Argentyny, gdzie w latach 1967–1968 grał w klubie CA Huracán. Następnie w latach 1969–1971 grał w klubie Los Andes Buenos Aires. Łącznie w lidze argentyńskiej rozegrał 100 meczów i zdobył 23 bramki.
W 1973 był graczem ekwadorskiego klubu Universidad Católica Quito.
Vera od 4 stycznia do 2 lutego 1967 roku rozegrał w reprezentacji Urugwaju 6 meczów, w których nie zdobył żadnej bramki